# Сверхурбанизация
Сверхурбанизация — процесс переселения населения из малых и средних городов в мегаполисы, сосредоточение значительной части населения государства в суперагломерациях
Характерным примером сверхурбанизации является суперагломерация Москва, ставшая «демографическим пылесосом» России и существенной части бывшего СССР (журнал «SocioTime / Социальное время». 2020, № 3 (23). — 2020. — 139 с. С. 60). Другие примеры: Мехико, Шанхай, Калькутта, Токио, Лондон.
По мнению некоторых западных футурологов 1970-х, к 2000-му году 150 млн американцев (то есть половина ожидаемого к тому времени населения США) должны были жить в трёх гигантских мегалополисах: в Босваше (от Бостона до Вашингтона), Чипиттсе (от Чикаго до Питтсбурга) и в Сансане (от Сан-Франциско до Сан-Диего).
Председатель Совета Федерации Валентина Матвиенко считает необходимым изучение проблемы сверхурбанизации при территориальном планировании.

### Комментарии
1. ↑  По определению словаря-справочника «Геополитика, международная и национальная безопасность», С.288: «сверхурбанизация — сосредоточение значительной части населения в крупных городах»